# Bera (Cameroun)
Pour les articles homonymes, voir Bera (homonymie).
Bera est un village du Cameroun, situé dans la Région du Sud-Ouest, à proximité de la frontière avec le Nigeria, dans l'enceinte du parc national de Korup. Il est rattaché administrativement à la commune de Mundemba, dans le département du Ndian.

## Population
En 1999 le village comptait 26 habitants, principalement des Bakoko du clan Oroko. Lors du recensement de 2005 on y a dénombré 38 personnes.